# Pero edentaria
Pero edentaria là một loài bướm đêm trong họ Geometridae.